# 9172 Abhramu
A 9172 Abhramu (ideiglenes jelöléssel 1989 OB) egy földközeli kisbolygó. Carolyn Shoemaker és Eugene Merle Shoemaker  fedezte fel 1989. július 29-én.